# Cryptophagus cylindrellus
Cryptophagus cylindrellus é uma espécie de insetos coleópteros polífagos pertencente à família Cryptophagidae.
A autoridade científica da espécie é Johnson, tendo sido descrita no ano de 2007.
Trata-se de uma espécie presente no território português.